# گرشاسپ (پهلوان)
گَرْشاسْپ (به اوستایی: ت.ت. 'کِرِسِسْپَ'؛ به پارسی میانه: ت.ت. 'کَرْشاسْپ') پهلوان بزرگِ ایرانی و نیای بزرگ رستم و نامور به «اژدهاکُش» است.
منظومهٔ گرشاسپ‌نامه از اسدی طوسی در شرح دلاوری‌های اوست. این پهلوان از چهره‌های نامدار اساطیر ایران است. او را نباید با گرشاسپ پادشاه پیشدادی اشتباه گرفت. گرشاسپ یکی از مشهورترین پهلوانان ایرانی است که بخش‌های مهمی از ادبیات اسطوره‌ای و حماسی ایران به توصیف اعمال او و فرزندانش است. طبق متون اساطیری وی پادشاه سیستان بوده است. وی پیش از آن به عنوان فرمانده نظامی در مناطقی از هند و چین به نبرد پرداخته بود و پس از بنای سیستان از سوی افریدون به پادشاهی آن که نهصد سال به طول انجامید، انتخاب شد. همچنین پس از در بند شدن ضحاک، افریدون ولایات تحت حاکمیت ضحاک؛ یعنی زابل، کابل و خراسان را به وی واگذار کرد. پس از او نیز حکومت سیستان به نوادگانش؛ همچون نریمان، سپس رستم و فرزندان او واگذار شد. در اوستا نام او گرشاسب و لقب وی نریمان و از قبیلهٔ سام است.

## گرشاسپ در اوستا
نام گرشاسپ از اوستایی کِرِساسپَ گرفته شده و به معنی «دارندهٔ اسب لاغر» است. اَثرط (ثریته) پدر گرشاسپ از خاندان سام سومین کسی از مردمان بود که نوشابهٔ آیینی هوم را آماده کرد و به پاداش این کار مقدس دو پسر به نام‌های گرشاسپ و اورواخشیه به او عطا شد.

### صفت‌های گرشاسپ در اَوستا
در اوستا، از گرشاسپ با صفت‌های زبردست، گیس‌وَر (موبلند) و گُرزبُردار (حامل گرز) یاد می‌شود.

### نامیرایی
گرشاسپ از جاودانگان و در شمار یاوران سوشیانت (موجود موعود آخرالزمان) است. او نمرده است و تا روزگار سوشیانت در خواب خواهد بود. در این هنگام ضحاک از بند فریدون می‌گریزد و گرشاسپ او را برای همیشه نابود خواهد کرد.

## گرشاسپ در شاهنامه
گرشاسپ از پهلوانان مقدم شاهنامه بوده و در زمان فریدون از او در کنار معدود پهلوانانی چون شاپور، سام پسر نریمان و قارن رزم‌زن یاد می‌گردد. چون منوچهر جانشین سلطنت ایران در آیندهٔ نزدیک گشت، این موضوع برای سلم و تور پسران فریدون گران آمد و در صدد برآمدند منوچهر را نیز مانند ایرج دعوت نموده تا به حیات او خاتمه دهند تا وارث قانونی تخت فریدون شوند. توسط قاصدی از پدر درخواست نمودند تا منوچهر را نزد ایشان گسیل نماید تا از کردار زشت گذشته از بابت قتل ایرج پوزش آورند و جبران نمایند. اما فریدون به قاصد گفت جز شمشیر در میان نخواهد بود و قاصد برگشت و این‌گونه از فریدون و ایرانیان نزد تور و سلم خبر آورد:
| فرستاده گفت آنکه روشن بهار  |  | بدید و ببیند در شهریار     |
| بهاریست خرّم در اردیبهشت     |  | همه خاک عنبر همه زرّ خشت    |
| سپهر برین کاخ و میدان اوست  |  | بهشت برین روی خندان اوست   |
| به بالای ایوان او راغ نیست  |  | به پهنای میدان او باغ نیست |
| چو رفتم به نزدیک ایوان فراز |  | سرش با ستاره همی گفت راز   |
| .                           |  | .                          |
| نشسته بر شاه بر دست راست    |  | تو گویی زبان و دل پادشاست  |
| به پیش اندرون قارن رزم‌زن    |  | به دست چپ‌ش سرو شاه یمن     |
| چو شاه یمن سرو دستورشان     |  | چو پیروز گرشاسپ گنجورشان   |

گرشاسپ نامه اسدی گرشاسپ فرزند اثرط و اثرط فرزند شم است.
ز شم زآن سپس اثرط آمد پدید
و زین هر دو شاهی به اثرط رسید.